# Капоккио
Капо́ккио (итал. Capocchio, ? — 15 августа 1293, Сиена) — итальянский еретик, приговорённый к смерти как алхимик. Выведен Данте в «Божественной комедии».
Данте рисует читателю встречу с Капоккио в десятой щели восьмого круга, среди фальшивомонетчиков и алхимиков, приговорённых к проказе (Ад XXIX, 136—139). Поэт в сопровождении Вергилия наблюдает озверевшего Джанни Скикки, вонзившего зубы в шею Капоккио.
В поэме Капоккио помещён рядом с Гриффолино д’Ареццо, ещё одним алхимиком, и после саркастического высказывания о мотовстве сиенцев в отношении так называемого «общества мотов» он представляет себя персонажем, на которого Данте следует обратить внимание: он подделывал металлы, в частности золото, и в этом достиг высот искусства — «искусник в обезьянстве был немалый». 
Древние комментаторы добавляют несколько деталей к фигуре Капоккио, но ни одна из них документально не подтверждается. Утверждается, что Капоккио был ровесником и другом юности Данте (это следует из текста поэмы: «ты должен вспомнить, если глаз не изменяет мне»), что они вместе изучали физику и естественную историю. Капоккио называют сиенцем или флорентийцем, в целом его изображают умным и чудаковатым. Единственная точная дата — его казни: Капоккио был сожжён заживо в Сиене 15 августа 1293 года по обвинению в занятии алхимией.